# بيت الرحى

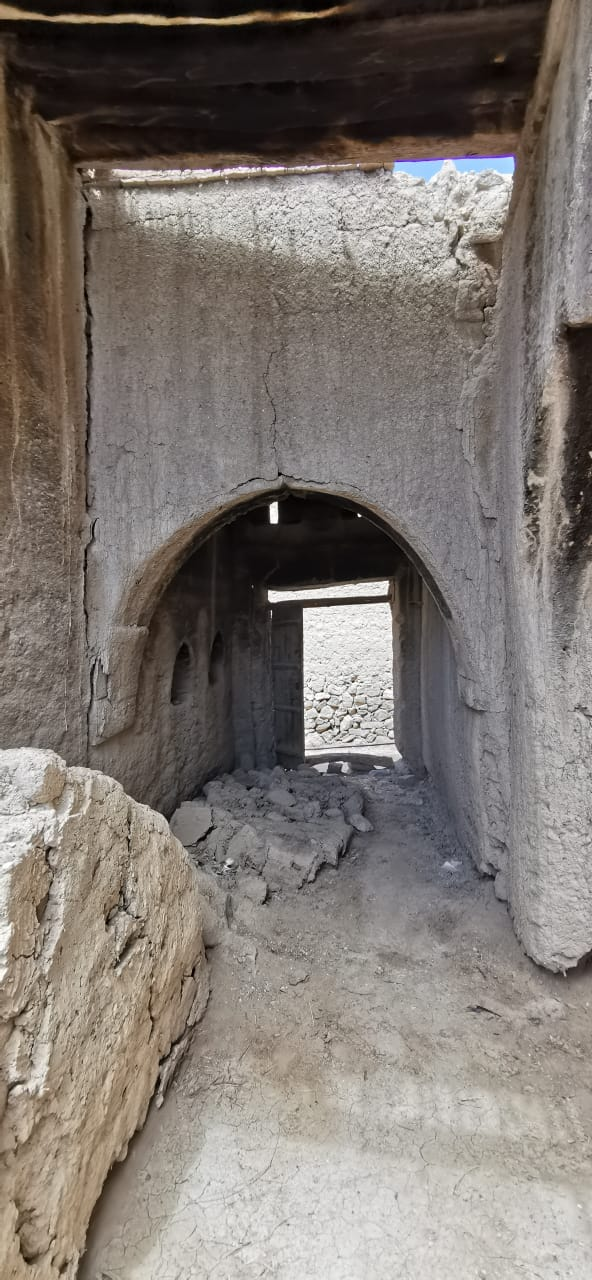
صورة لباب البيت من الداخل مع الدهري

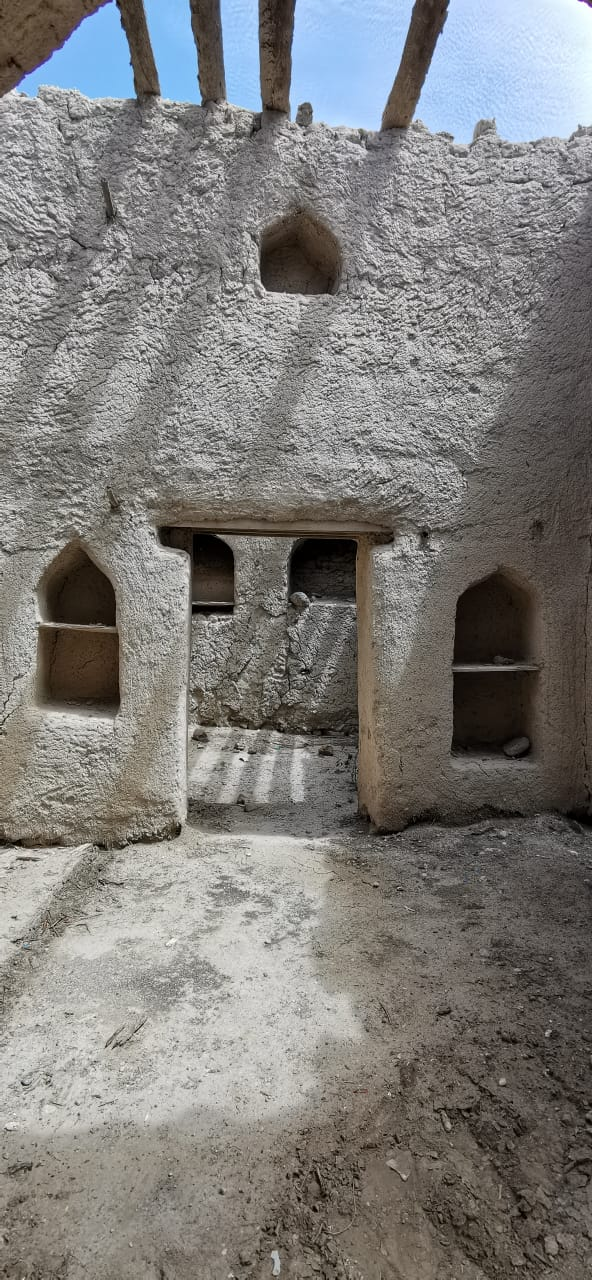
توضح الصورة إحدى الغرف من الإيوان الخاص بها

بيت الرحى أو بيت رحى الماء، هو منزل أثري قديم يقع في حارة الحوية العريقة المحاذية لقلعة بهلاء، يقع المنزل في سكة العطش وتوجد خلفة ساقية فلج الميتا، المنزل تم إدراجها ضمن قائمة التراث العالمي كجزء من حارة العقر وقلعة بهاء.

## سبب التسمية
سميت البيت ببيت الرحى وذلك لوجود رحى الماء تم تركيبها على ساقية فلج الميتا، حيث تعمل الرحى بشكل ديناميكي مع حركة الماء في الفلج، ويقوم الأهالي بوضح حبوب القمح في الرحى لطحنها.

## مُلاك البيت
كانت ملكية المنزل تعود لسعيد بن عبد الله بن محمد بن سالم بن خميس الحنشي، ثم آلت ملكية المنزل لابنائه سالم ومحمد وعبدالله العسكري وخميس، وبعد انتقال عبدالله العسكري (صاحب حصن بيت العسكري) إلى جعلان وإنتقال سالم ومحمد إلى عبري، قام سالم ببيع المنزل إلى عائلة أولاد البحر، وألان آلت ملكية المنزل لسالم بن مسعود البحر الجديدي.